# 2001 w literaturze
Wydarzenia literackie w 2001 roku.

## Wydarzenia

### Stany Zjednoczone
- powstała internetowa encyklopedia Wikipedia

## Proza beletrystyczna i literatura faktu

### Język angielski

#### Pierwsze wydania
- P.D. James – Death in Holy Orders (Chivers Press)[1]
- Dennis Lehane – Rzeka tajemnic (Mystic River)
- Craig Marriner – Stonedogs
- Yann Martel – Życie Pi (Life of Pi)
- Vidiadhar Surajprasad Naipaul – Pół życia (Half a Life)
- Anne Rice – Krew i złoto (Blood and Gold)
- Danielle Steel
  - Pocałunek (The Kiss)
  - Skok w nieznane (Leap of faith)

### Język polski

#### Pierwsze wydania
- Jacek Dukaj – Czarne oceany
- Katarzyna Grochola – Nigdy w życiu!
- Zbigniew Herbert
  - Król mrówek
  - Węzeł gordyjski
- Stanisław Lem – Dyktanda czyli...
- Marek Nowakowski – Empire (Wydawnictwo Książkowe Twój Styl)
- Joanna Olczak-Ronikier – W ogrodzie pamięci
- Halina Popławska – Spadek w Piemoncie (Łośgraf)[2]
- Hanna Samson – 7 opowiadań o miłości i jedno inne
- Janusz Leon Wiśniewski – Samotność w sieci

#### Tłumaczenia
- Noah Gordon – Diament jerozolimski (Jerusalem diamond), przeł. Ziemowit Andrzejewski (Wydawnictwo Książnica)[3]
- Daniela Hodrová – Pod dwiema postaciami, przeł. Leszek Engelking (Fundacja Anima Tygiel Kultury)
- P.D. James – Ułomna ręka sprawiedliwości (A Certain Justice), przeł. Barbara Cendrowska (Świat Książki)[4]
- Thaddée Matura – Płomienna nieobecność: ku doświadczeniu Boga, przeł. Marek Przepiórka (Maszachaba)[5]
- Chuck Palahniuk – Podziemny krąg (Fight Club), przeł. Jacek Manicki (Laguna)[6]
- Isaac Bashevis Singer – Grosiki na raj i inne opowiadania (Reaches of Heaven: A Story of the Baal Shem Tov)
- Danielle Steel – Skok w nieznane, przeł. Anna Dobrzańska-Gadowska (Świat Książki)

### Pozostałe języki
- Michal Ajvaz – Złoty wiek (Zlatý věk)
- Rujana Jeger – Darkroom
- Květa Legátová – Żelary (Želary)
- Mario Torcivia – Guida alle nuove comunità monastiche
- Ai Yazawa – Paradise Kiss (パラダイス・キス) – Tom 2 i 3
- Carlos Ruiz Zafón – Cień wiatru (La sombra del viento)

## Poezja

### Język polski

#### Pierwsze wydania
- Ewa Lipska – Sklepy zoologiczne
- Tomasz Majeran – Ruchome święta (Biuro Literackie)
- Piotr Müldner-Nieckowski – Za kobietą tren
- Tadeusz Różewicz – Nożyk profesora

### Pozostałe języki
- Seamus Heaney – Światło elektryczne (Electric Light)
- Paul Muldoon – Wiersze 1968-1998 (Poems 1968–1998)

## Prace naukowe i biografie

### Język polski
- Jerzy Szymik
  - Eseje o nadziei (Tum)[7]
  - Między ziemią a niebem: notatki i wiersze z podróży do Ameryki i Francji, do Portugalii i Niemiec, do Grecji i Hiszpanii, na Sycylię, do Borowej Wsi... (Księgarnia św. Jacka)[8]

#### Tłumaczenia
- Janet Hadda – Isaac Bashevis Singer: historia życia (Isaac Bashevis Singer: A Life)

### Pozostałe języki
- Stanislao Loffreda – Light and Life. Ancient Christian Oil Lamps of the Holy Land (Franciscan Printing Press)[9]

## Zmarli
- 6 stycznia – Michał Rusinek, polski pisarz, działacz kultury, dramaturg, poeta (ur. 1904)
- 12 stycznia – Aleksander Bocheński, polski pisarz (ur. 1904)
- 17 stycznia – Gregory Corso, amerykański poeta (ur. 1930)
- 31 stycznia – Gordon R. Dickson, amerykański pisarz science fiction i fantasy (ur. 1923)
- 11 lutego – Stanisław Bieniasz, polski prozaik, publicysta i dramaturg (ur. 1950)
- 14 lutego – Richard Laymon, amerykański pisarz horrorów (ur. 1947)
- 25 lutego – A.R. Ammons, amerykański poeta (ur. 1926)
- 26 lutego – Arturo Uslar Pietri, wenezuelski pisarz, poeta i publicysta (ur. 1906)
- 6 marca – Luce d’Eramo, włoska pisarka i krytyk literacki (ur. 1925)
- 12 marca – Robert Ludlum, amerykański pisarz powieści sensacyjnych (ur. 1927)
- 21 marca – Anna Micińska, polska historyk literatury, krytyk literacki, eseistka (ur. 1939)
- 27 marca – Fred Germonprez, flamandzki pisarz (ur. 1914)
- 11 maja – Douglas Adams, pisarz angielski (ur. 1952)
- 13 maja
  - Paweł Hertz, polski poeta, eseista, tłumacz (ur. 1918)
  - R.K. Narayan, indyjski pisarz (ur. 1906)
- 13 czerwca – Rejzl Żychlińska, polska poetka żydowskiego pochodzenia (ur. 1910)
- 26 czerwca – Lalla Romano, włoska pisarka, poetka i dziennikarka (ur. 1906)
- 27 czerwca – Tove Jansson, szwedzkojęzyczna fińska pisarka (ur. 1914)
- 3 lipca – Mordecai Richler, kanadyjski pisarz (ur. 1931)
- 21 lipca – Carlo Bo, włoski poeta i krytyk literacki (ur. 1911)
- 22 lipca – Miklós Mészöly, węgierski pisarz i eseista (ur. 1921)
- 23 lipca – Eudora Welty, amerykańska pisarka (ur. 1909)
- 31 lipca – Poul Anderson, amerykański pisarz science fiction i fantasy (ur. 1926)
- 5 sierpnia – Wiaczasłau Adamczyk, białoruski pisarz, scenarzysta i dziennikarz (ur. 1933)
- 6 sierpnia – Jorge Amado, brazylijski pisarz (ur. 1912)
- 19 sierpnia – Jerzy Gierałtowski, polski prozaik (ur. 1931)
- 29 września  – Gellu Naum, rumuński poeta, dramaturg, powieściopisarz (ur. 1915)
- 7 października – Mongo Beti, kameruński pisarz (ur. 1932)
- 19 października – Kay Dick, angielska pisarka (ur. 1915)
- 25 października – Elizabeth Jennings, angielska poetka (ur. 1926)
- 26 października – Piotr Proskurin, rosyjski pisarz (ur. 1928)
- 9 listopada – Dorothy Dunnett(inne języki), szkocka pisarka (ur. 1923)
- 10 listopada – Ken Kesey, amerykański pisarz (ur. 1935)
- 26 listopada – Olga Scherer, polska pisarka, eseistka, tłumaczka (ur. 1924)
- 29 listopada – Wiktor Astafjew, rosyjski pisarz (ur. 1924)
- 8 grudnia – Agha Shahid Ali, indyjski poeta i krytyk literacki (ur. 1949)
- 14 grudnia – W.G. Sebald, niemiecki prozaik (ur. 1944)
- 16 grudnia
  - Stefan Heym, niemiecki pisarz pochodzenia żydowskiego (ur. 1913)
  - Villy Sørensen, duński pisarz (ur. 1929)
- 20 grudnia – Léopold Sédar Senghor, senegalski polityk i poeta (ur. 1906)
- 25 grudnia – Anna Posner, francuska tłumaczka literatury polskiej (ur. 1917)

## Nagrody
- Nagroda Nobla – Vidiadhar Surajprasad Naipaul
- Nagroda Nike – Jerzy Pilch, Pod Mocnym Aniołem
- Nagroda Goncourtów – Jean-Christophe Rufin, Rouge Brésil
- Nagroda Franza Kafki – Philip Roth
- Nagroda Kościelskich – Jerzy Sosnowski